# NGC 2661
NGC 2661 је спирална галаксија у сазвежђу Рак која се налази на NGC листи објеката дубоког неба.
Деклинација објекта је + 12° 37' 11" а ректасцензија 8h 45m 59,5s. Привидна величина (магнитуда) објекта NGC 2661 износи 13,0 а фотографска магнитуда 13,7. NGC 2661 је још познат и под ознакама UGC 4584, MCG 2-23-4, CGCG 61-8, IRAS 08432+1248, PGC 24632.